# Juan Pablo Sorín
Juan Pablo Sorín (Buenos Aires, 1976. május 5. –) korábbi argentin válogatott labdarúgó, posztját tekintve balhátvéd.
A 2006-os labdarúgó-világbajnokságon ő volt az argentin válogatott csapatkapitánya.